# Forellenbach (Jagst)
Der Forellenbach ist ein mit seinem längeren rechten Oberlauf unter sieben Kilometer langer Bach im Hohenlohekreis im nordöstlichen Baden-Württemberg, der im Dorf Hohebach der Gemeinde Dörzbach von links und Süden in die mittlere Jagst mündet.

## Geographie

### Verlauf
Der Forellenbach hat zwei Oberläufe gleichen Namens, die sich rund 700 Meter nordnordwestlich von Weldingsfelden auf etwa 363 m ü. NHN nahe der Kläranlage aus ihren schon eingetieften Tälern heraus vereinen.

### Rechter Oberlauf
Er entspringt auf etwa 412 m ü. NHN südlich des Mulfinger Weilers Hohenrot am Nordosteck des Waldes Ottenhag. In fast beständig westlichem Lauf zunächst am Ottenhag-Nordrand entlang, dem gegenüber das Flurgewann Kalter Brunnen liegt, schlängelt er sich in kleinem Auwaldstreifen teils durch sumpfiges Terrain. Nach der Ablösung vom Wald bleibt sein Ufer ohne Baumgalerie. Er durchläuft ein halbhektargroßes dauereingestautes Rückhaltebecken, gleich nach dem er einen Bachgraben aufnimmt, dessen Quelle im Ottenhag liegt. Im Kessel unterquert er die K 2311 vom nahen Ingelfinger Weiler Weldingsfelden im Süden nach Hohebach im Norden und wendet sich dann für seine letzten 400 Meter Lauf nach Nordwesten, hier nun von einer Baumgalerie begleitet.
Der rechte Oberlauf ist 2,7 km lang und durchläuft ein Höhenintervall von etwa 49 Metern, sein mittleres Sohlgefälle beträgt somit etwa 18 ‰. Er hat ein Einzugsgebiet von etwa 2,2 km² und kann auf ganzer Länge austrocknen.

### Linker Oberlauf
Er entsteht auf etwa 427 m ü. NHN in einem Graben zwischen Feldern, der an der L 1022 Hermutshausen–Mulfingen beginnt und damit unmittelbar an der Trasse der Hohen Straße zwischen Kocher und Jagst, einem alten Höhenweg auf der Wasserscheide zwischen den beiden großen Flüssen. Von hier an fließt er, fast bis zuletzt entlang von Grundstücksgrenzen und Feldwegen, mit einem großen Bogenschlag nach Osten zum Ottenhag hin um das auf einem Hügel liegende Weldingshausen herum in insgesamt nordnordwestlicher Richtung.
Der linke Oberlauf ist 2,4 km lang und durchläuft ein Höhenintervall von etwa 64 Metern, sein mittleres Sohlgefälle beträgt somit etwa 27 ‰. Er hat ein Einzugsgebiet von etwa 1,7 km².

### Lauf
Der Forellenbach tritt bald nach seinem Zusammenfluss rund 60 Höhenmeter unter den begleitenden Höhen auf Nordwestlauf in einen Talwald ein, in dem er sich zwischen Schneckenberg links und Ripberg rechts auf nun sehr beständigen Nordlauf wendet. Nachdem sich der Talgrund zu einer schmalen Aue geöffnet hat, tritt aus einem südsüdwestlichen Seitental die Bundesstraße 19 in sein Tal; der sie begleitende, auch nur unbeständig wasserführende, 1,3 km lange Bach mit einem Teileinzugsgebiet von etwa 1,4 km² ist noch der größte Zufluss unterhalb der Oberläufe, einige anderen, ebenso unbeständige, kommen höchstens auf 0,5 km Länge. Neben der Bundesstraße erreicht der Forellenbach den südwestlichen Ortsrand von Hohebach, durchfließt den Ort unter vier Straßen- und Wegquerungen hindurch und mündet dann zwischen den zwei Talsportplätzen auf etwa 244 m ü. NHN von links und Süden in die mittlere Jagst auf Höhe einer Sedimentinsel im Flusslauf, etwa dreihundert Meter unterhalb der Jagstmündung des anderen Dorfbachs Hohebach.
Der Forellenbach ist, gerechnet von der Quelle des rechten Oberlaufs an, 6,7 km lang. Er durchläuft auf dieser Strecke ein Höhenintervall von etwa 168 Metern mit mittlerem Sohlgefälle von etwa 25 ‰.

### Einzugsgebiet
Der Forellenbach entwässert 9,6 km² des Naturraums Kocher-Jagst-Ebenen etwa nordnordwestwärts zur Jagst. Darin gehören das obere Einzugsgebiet mit den Oberläufen zum Unterraum Östliche Kocher-Jagst-Riedel, der überwiegende Teil des Restes zählt zum Unterraum Dörrenzimmerner Platte und nur der kleine Mündungskeil in Hohebach liegt im Unterraum Unteres Jagsttal.
Die in geologischer Folge höchste Schicht im Einzugsgebiet ist eine Höheninsel aus im Quartär abgelagertem Lösssediment, die im Bereich der südlichen Wasserscheide längs der Hohen Straße und im Ottenhag liegt. Darunter findet sich als oberste Schicht des Trias der Lettenkeuper (Erfurt-Formation), der sich vor allem über der linken Hangschulter des Tales weit nach Norden ziehht. In den Tälern steht der Obere Muschelkalk etwa ab der 400er-Höhenlinie an, ab der auch ihre starke Eintiefung einsetzt, also ab dem Nordwesteck des Ottenhags im Falle des rechten und östlich von Weldingsfelden im Falle des linken Oberlaufs; der einzige größere Zufluss auf der Linie der B 19 beginnt seinen Lauf sogar erst im Oberen Muschelkalk. Der Mittlere Muschelkalk setzt im unteren Tal etwa am Ende der Hangbewaldung ein und ist dann bis an den Rand des Hochwassersedimentschlauchs in der Jagsttalaue der Untergrund des Betts. Der Untere Muschelkalk tritt am Forellenbach nicht auf, wohl aber noch rund einen halben Kilometer aufwärts im Jagsttal, das etwas vor der Mündung des Nachbarbaches Hohebach von einer Südost–Nordwest ziehenden Störung mit Tiefscholle offenbar auf der Forellenbach-Seite gequert wird.
Der Muschelkalk im Einzugsgebiet ist verkarstet. Ein Markierungsversuch wurde 1995 an einer Doline durchgeführt, die unweit der Mündung des Seitentals mit der Bundesstraße 19 im Waldgebiet Höll ⊙ liegt. Farbaustritte konnten an drei Quellen festgestellt werden, die im Forellenbachtal unterhalb der Doline liegen. Auch weitere, in den Oberläufen des Forellenbachs durchgeführte Versuche ergaben, dass der unterirdische Abfluss in etwa den jeweiligen Tälern folgt.
Die höchste Stelle liegt auf der Südgrenze an der Hohen Straße auf fast 429 m ü. NHN.
Nahe der Quelle des rechten Oberlaufs entspringt der Hohebach, er konkurriert jenseits von dessen rechter und nordöstlicher Wasserscheide mit dem Forellenbach bis zu seiner Mündung, die ebenfalls im Dorf Hohebach liegt. Jenseits der südöstlichen entwässern an drei recht kurzen Abschnitten nacheinander der Bach durch die Rote Klinge, der Hetzlesbach und der Speltbach über seinen linken Ast fortlaufend weiter oben in die Jagst. Die hydrologisch bedeutendste Wasserscheide liegt an der Südseite des Gebiets, denn auf der Gegenseite führt hier der Österbach den Abfluss über den Deubach zum Kocher. Im Südwesten liegt außen das Quellgebiet des Sindelbachs an, der – nun aber weiter abwärts – wieder zur Jagst entwässert, ebenso wie der an seiner Westseite entstehende Ginsbach mit seinem Zufluss Meßbach.
Im Einzugsgebiet gibt es große Waldflächen im Ottenhag östlich von Weldingsfelden, besonders im und beidseits des Tals von etwa unterhalb der Vereinigung der Oberläufe bis weniger als einen halben Kilometer vor der Ortsgrenze von Hohebach sowie um den Wendischenhof. Die offene Flur steht auf den höheren Lage vorwiegend unterm Pflug.
Das Gebiet umfasst im Süden Teile der Gemarkung der Stadt Ingelfingen, im Norden solche der Gemeinde Dörzbach; die Gemeinde Mulfingen hat einen kleineren Anteil am südlichen Ortsrand. Unmittelbar am Lauf liegt nur das Dörzbacher Mündungsort Hohebach. Es stehen gegen seinen linken Rand zu auf der Höhe der Weiler Wendischenhof von Dörzbach; nördlich über dem rechten Oberlauf wenige Häuser des Mulfinger Weilers Seidelklingen; ganz im Teileinzugsgebiet des linken Oberlaufs der Ingelfinger Weiler Weldingsfelden mit nur wenigen Häusern in Laufnähe.

### Zuflüsse und Seen
Liste der Zuflüsse und  Seen von der Quelle zur Mündung. Gewässerlänge, Seefläche, Einzugsgebiet und Höhe nach den entsprechenden Layern auf der Onlinekarte der LUBW. Andere Quellen für die Angaben sind vermerkt.
Zusammenfluss der beiden denselben Namen tragenden Oberläufe zum Forellenbach auf etwa 363 m ü. NHN nahe dessen Kläranlage etwa 0,7 km nordnordwestlich von Weldingsfelden.
- Forellenbach, rechter und östlicher Oberlauf, 2,7 km und ca. 2,2 km². Entsteht auf etwas unter 412,6 m ü. NHN[LUBW 1] südlich von Mulfingen-Hohenrot an der Nordostecke des Waldes Ottenhag. Fließt westwärts am Waldrand zum Feldgewann Kalter Brunnen, auf ganzer Länge unbeständig.
  -  Durchfließt auf etwa 380 m ü. NHN ein Hochwasserrückhaltebecken mit Dauereinstau nach Abkehr vom Ottenhag-Rand, 0,5 ha.
  - (Unbeständiger Zufluss), von links und Südwesten auf etwa 376 m ü. NHN wenig nach dem Rückhaltebecken, ca. 0,7 km[LUBW 7] und ca. 0,4 km². Entspringt auf etwa 405 m ü. NHN einer Quelle im Waldgewann Altenweiler am Westrand des Ottenhag.
    -  Weniger als 200 Meter östlich der Quelle liegt in der sich aufwärts fortsetzenden Talmulde auf etwa 413 m ü. NHN in einem Feuchtwaldstück ein Teich, 0,1 ha.
- Forellenbach, linker und südsüdöstlicher Oberlauf, 2,4 km und ca. 1,7 km². Entsteht auf etwa 427 m ü. NHN südlich von Weldingsfelden an der L 1022 Mulfingen-Hermutshausen–Mulfingen, die hier auf der Trasse der Hohen Straße zwischen Kocher und Jagst läuft. Fließt fast bis zuletzt an Grundstücksgrenzen in einem Bogen nach Osten zum Ottenhag hin um Weldingsfelden.
  - (Zufluss aus dem Gewann Gasse), von links und Südwesten auf etwa 377 m ü. NHN an einem Einzelhaus etwas nördlich von Weldingsfelden, ca. 0,5 km[LUBW 7] und ca. 0,4 km². Entsteht auf etwa 398 m ü. NHN vor dem Nordwestrand von Weldingsfelden. Unbeständig, überwiegend Feldweggraben.
- Eichelgraben[5], von rechts und Nordosten auf etwa 357 m ü. NHN wenig nach dem Zusammenfluss der Oberläufe nach dem Beginn des Hangwaldes, ca. 0,5 km[LUBW 7] und ca. 0,4 km². Entsteht auf etwa 387 m ü. NHN westsüdwestlich von Seidelklingen an einem Feldwegabzweig und ist zunächst Feldweggraben.
- (Bach aus den Reinertswiesen), von links und Südsüdwesten auf etwa 310 m ü. NHN gegenüber dem Ripberg, 1,3 km und ca. 1,4 km². Entsteht auf etwas unter 392,7 m ü. NHN[LUBW 1] im Süden des Dürrenrains neben der B 19, die ihn in seiner Talmulde begleitet.
  - (Unbeständig wasserführender Bach aus dem Gewann Teich), von links und Westen auf unter 340 m ü. NHN östlich von Wendischenhof, ca. 0,2 km[LUBW 7] und ca. 0,7 km². Entsteht auf etwa 355 m ü. NHN am Dürrenrain neben der Bundesstraße. Jeweils auf etwa 395 m ü. NHN gibt es in zulaufenden Talmulden am Ostrand von Wendischenhof und im Waldgewann Steinbruch südsüdöstlich von diesem eine Quelle, mit jeweils kurzem unbeständigen Laufstück noch oberhalb davon, die in Luftlinie von der Mündung ca. 0,7 km[LUBW 7] oder sogar ca. 0,8 km[LUBW 7] entfernt sind.
- (Unbeständiger wasserführender Bach), von links und Westnordwesten auf etwa 306 m ü. NHN[LUBW 8] kurz nach dem vorigen, ca. 0,3 km[LUBW 7] und ca. 0,3 km². Entsteht auf etwa 365 m ü. NHN unter dem Brenntenhesel.
- (Unbeständiger Klingenbach aus dem unteren Lohgrund), von links und Südwesten auf etwa 325 m ü. NHN nach dem Ende des Hangwaldes, ca. 0,4 km[LUBW 7] und ca. 0,5 km². Entsteht auf etwa 333 m ü. NHN neben dem Königsträßle.
- Speist einen Teich auf etwa 260 m ü. NHN einen Teich unterhalb des Friedhofs in Hohebach am Steigenfuß des Königssträßles, im Ort Wendischenhöfer Straße genannt, unter 0,1 ha.[LUBW 9]

Mündung des Forellenbachs von links und zuletzt Süden auf etwa 244 m ü. NHN zwischen den zwei Talsportplätzen in Hohebach in die mittlere Jagst. Der Bach ist mit dem rechten Oberlauf zusammen 6,7 km, mit dem linken Oberlauf zusammen 6,3 km und ab deren Zusammenfluss 4,0 km lang, er hat ein Einzugsgebiet von 9,6 km².

## Natur und Schutzgebiete
Naturnah sind der Oberlauf entlang dem Nordrand des Ottenhags, dieser auf seinem letzten 400 Metern und der anschließende Forellenbach bis nahe der Ortsgrenze von Hohebach. In seiner Muschelkalkklinge ist der Talgrund reich an Blockschutt. An den auch Hanglagen, besonders den flacheren oberen gibt es in der offenen Flur zahlreiche meist höhenlinienparallele Feldhecken, im Untertal laufen einige auf Steinriegels auch senkrecht den Hang herab.
Das Tal des vereinten Bachs gehört mit Ausnahme der Hohebacher Siedlungsfläche zum Landschaftsschutzgebiet Jagsttal mit Nebentälern und angrenzenden Gebieten zwischen Kreisgrenze Schwäbisch Hall und Gemeindegrenze Krautheim/Schöntal.

### LUBW
Amtliche Online-Gewässerkarte mit passendem Ausschnitt und den hier benutzten Layern: Lauf und Einzugsgebiet des Forellenbachs

Allgemeiner Einstieg ohne Voreinstellungen und Layer: Daten- und Kartendienst der Landesanstalt für Umwelt Baden-Württemberg (LUBW) (Hinweise)
1. 1 2 3  Höhe nach schwarzer Beschriftung auf dem Hintergrundlayer Topographische Karte.
2. 1 2 3  Höhe nach dem Höhenlinienbild auf dem Hintergrundlayer Topographische Karte.
3. 1 2  Länge nach dem Layer Gewässernetz (AWGN).
4. 1 2  Einzugsgebiet nach dem Layer Basiseinzugsgebiet (AWGN).
5. ↑  Seefläche nach dem Layer Stehende Gewässer.
6. ↑  Einzugsgebiet abgemessen auf dem Hintergrundlayer Topographische Karte.
7. 1 2 3 4 5 6 7 8  Länge abgemessen auf dem Hintergrundlayer Topographische Karte.
8. ↑  Höhe nach blauer Beschriftung auf dem Hintergrundlayer Topographische Karte.
9. ↑  Seefläche abgemessen auf dem Hintergrundlayer Topographische Karte.
10. ↑  Natur teils nach dem Layer Biotop.
11. ↑  Landschaftsschutzgebiet nach dem gleichnamigen Layer.

### Andere Belege
1. ↑  Abfluss-BW - Daten und Karten
2. ↑  Wolf-Dieter Sick: Geographische Landesaufnahme: Die naturräumlichen Einheiten auf Blatt 162 Rothenburg o. d. Tauber. Bundesanstalt für Landeskunde, Bad Godesberg 1962. → Online-Karte (PDF; 4,7 MB)
3. ↑  Geologie grob nach: Mapserver des Landesamtes für Geologie, Rohstoffe und Bergbau (LGRB) (Hinweise)
4. ↑  Horst Brunner: Blatt 6624 Mulfingen der Geologischen Karte von Baden-Württemberg, Erläuterungen. Freiburg im Breisgau 1999, Beilage 4.
5. ↑  Name Eichelgraben aus dem des anliegenden Gewanns erschlossen, siehe Layer WMS ALKIS Basis auf: Geoportal Baden-Württemberg (Hinweise)